# Arauquita
Arauquita é uma cidade e município da Colômbia, no departamento de Arauca.